# Баши
Баши (фр. Bachy) насеље је и општина у североисточној Француској у региону Север-Па д Кале, у департману Север која припада префектури Лил.
По подацима из 2011. године у општини је живело 1477 становника, а густина насељености је износила 230,42 становника/km². Општина се простире на површини од 6,41 km². Налази се на средњој надморској висини од 73 метара (максималној 74 m, а минималној 31 m).

## Демографија
| 1962. | 1968. | 1975. | 1982. | 1990. | 1999. | 2011. |
| ----- | ----- | ----- | ----- | ----- | ----- | ----- |
| 768   | 816   | 888   | 1.001 | 1.134 | 1.332 | 1.477 |

График промене броја становника у току последњих година